# Selem Safar
Selem Safar (Mar del Plata, 6 maggio 1987) è un cestista argentino.

## Carriera
Con l'Argentina ha disputato i Campionati mondiali del 2014 e due edizioni dei Campionati americani (2013, 2015).